# Tatjana Mannima
Tatjana Mannima, née le 10 janvier 1980 à Kiviõli, est une fondeuse estonienne.

## Carrière
Membre du club de sa ville natale Kiviõli, Tatjana Mannima participe à son premier championnat du monde junior en 2000. En 2005, elle gagne la course estonienne de longue distance Tartu Maraton. Elle se spécialise sur ce genre de courses lors de la suite de sa carrière, tout en prenant part aussi au circuit mondial de la Coupe du monde.
En janvier 2006, elle fait ses débuts dans la Coupe du monde à Otepää (32e).
Elle court ses premiers Jeux olympiques aussi en 2006, comptant deux 41e places comme meilleurs résultats personnels.
En mars 2007, un mois après sa première sélection en championnat du monde à Sapporo, elle marque ses premiers points dans la Coupe du monde au trente kilomètres d'Oslo, finissant 28e. En décembre 2007, elle réalise son meilleur résultat à ce niveau avec une 23e place  sprint de Prague lors du Tour de ski.
En 2010, elle est sélectionnée pour les Jeux olympiques de Vancouver. 
Lors des Championnats du monde 2013 à Val di Fiemme, elle signe son meilleur résultat individuel dans des mondiaux avec le 31e rang au trente kilomètres.
En 2015, elle connaît une saison fructueuse dans la Coupe Marathon, gagnant tour à tour le Tartu Maraton, la Transjurassienne et le Bieg Piastów, pour se classer première du classement général, pour la deuxième fois après 2013.
Aux Jeux olympiques d'hiver de 2018, elle obtient son meilleur résultat individuel en trois participations aux Jeux, avec le 28e rang au trente kilomètres.

## Palmarès

### Jeux olympiques d'hiver
| Épreuve / Édition   | Sprint                           | Sprint                           | 10 km                            | 10 km                            | Poursuite/Skiathlon 2 × 7.5 km | 30 km | Relais | Relais   |
| Épreuve / Édition   | libre                            | classique                        | libre                            | classique                        | Poursuite/Skiathlon 2 × 7.5 km | 30 km | Sprint | 4 × 5 km |
| JO 2006 Turin       | 41e                              | Épreuve inexistante à cette date | Épreuve inexistante à cette date | 51e                              | —                              | 41e   | 17e    | —        |
| JO 2010 Vancouver   | Épreuve inexistante à cette date | —                                | 57e                              | Épreuve inexistante à cette date | 43e                            | 41e   | —      | —        |
| JO 2018 Pyeongchang | Épreuve inexistante à cette date | 39e                              | 50e                              | Épreuve inexistante à cette date | 56e                            | 28e   | —      | —        |

Légende :
- : pas d'épreuve
- — : Non disputée par Mannima

### Championnats du monde
| Épreuve / Édition   | Épreuve / Édition   | Sapporo 2007 | Liberec 2009 | Val di Fiemme 2013 | Falun 2015 | Lahti 2017 |
| Sprint              | Libre               |              |              |                    |            |            |
| Sprint              | Classique           | 43e          |              |                    |            |            |
| 10 km               | Classique           |              | 41e          |                    |            |            |
| 10 km               | Libre               | 56e          |              |                    |            |            |
| 30 km               | Classique           |              |              | 31e                |            |            |
| 30 km               | Libre               |              | 34e          |                    |            | 43e        |
| Poursuite/Skiathlon | Poursuite/Skiathlon |              | 45e          |                    |            |            |
| Relais 4 × 5 km     | Relais 4 × 5 km     | 15e          | 14e          | 13e                | 13e        | 14e        |

### Coupe du monde
- Meilleur classement général : 95e en 2007.
- Meilleur résultat individuel : 23e.

#### Classements en Coupe du monde
| Année     | Classement général final | Classement distance |
| 2006-2007 | 95e                      | 69e                 |

### Marathon de ski
Mannima finit deux fois en tête du classement général de la Coupe Marathon en 2013 et 2015.
En 2015, elle remporte le Tartu Maraton (aussi en 2005), la Transjurassienne et le Bieg Piastów.